# Andrzej Gontarek

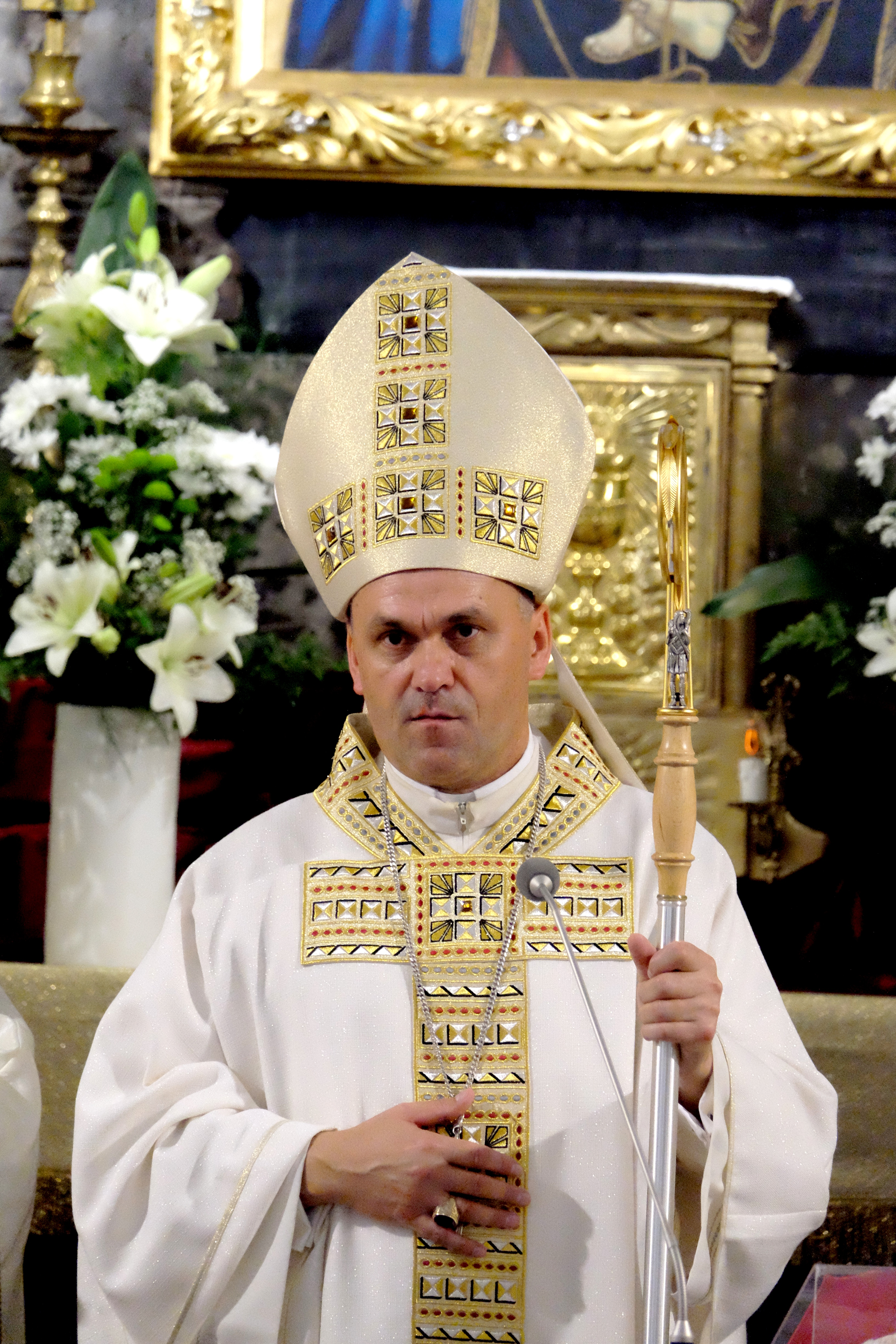
Bischof Andrzej Gontarek

Andrzej Gontarek (* 10. Mai 1970 in Głowaczów, Powiat Kozienicki) ist ein polnischer altkatholischer Geistlicher, Bischof für das Bistum Warschau und Leitender Bischof der Polnisch-Katholischen Kirche.

## Leben
Er studierte an der Christlichen Theologischen Akademie in Warschau und der Christkatholischen Theologischen Fakultät der Universität Bern. Mit einer Masterarbeit zum Thema Das Sakrament der Ehe in der altkatholischen Theologie erwarb er im Jahr 1996 an der Christlichen Theologischen Akademie in Warschau einen Master-Abschluss im Bereich Altkatholische Theologie. Die Priesterweihe empfing er im Mai 1997 in Warschau. Danach war er als Seelsorger zunächst in der Kathedralpfarrei Heilig Geist in Warschau tätig. Im Januar 2000 wurde er Pfarrer der Pfarrei Mariä Himmelfahrt in Warschau und zudem der Pfarrei Mariä Himmelfahrt in Lublin sowie deren Filialgemeinden. Im Jahr 2001 wurde er zum Dr. theol. promoviert, ab 2018 war er Bischöflicher Vikar von Bischof Wiktor Wysoczański.
Die Synode der Polnisch-Katholischen Kirche wählte Andrzej Gontarek am 13. Juni 2023 zum Bischof von Warschau und Leitenden Bischof der Polnisch-Katholischen Kirche. Die Bischofsweihe spendete ihm am 9. September 2023 in der Maria-von-Magdala-Kathedrale in Wrocław (Breslau) der Bischof von Haarlem Dirk Schoon; Mitkonsekratoren waren der emeritierte Bischof der Altkatholischen Kirche Österreichs John Okoro und der Bischof der Altkatholischen Kirche in Tschechien Pavel B. Stránský. Auch der Erzbischof von Utrecht Bernd Wallet und der anglikanische Bischof David Hamid wirkten bei der Handauflegung mit. In demselben Gottesdienst wurden Stanisław Bosy als Bischof für das Bistum Breslau, Henryk Dąbrowski als Weihbischof in Warschau sowie Antoni Norman als Bischof für das Bistum Krakau-Tschenstochau geweiht.
Andrzej Gontarek ist verheiratet und hat zwei Kinder. Er ist auch Dozent für Altkatholische Theologie an der Christlichen Theologischen Akademie in Warschau.